# Orthosia flaviannula
Orthosia flaviannula är en fjärilsart som beskrevs av Smith 1899. Orthosia flaviannula ingår i släktet Orthosia och familjen nattflyn. Inga underarter finns listade i Catalogue of Life.